# تانک روی ماه
تانک روی ماه یک فیلم مستند فرانسوی محصول سال ۲۰۰۷ در مورد توسعه، پرتاب و بهره‌برداری از ماه نوردهای کاوش شوروی، لونوخود ۱ و لونوخود ۲ در بازه زمانی ۱۹۷۰ تا ۱۹۷۳ است. این فیلم از فیلم‌های تاریخی آرشیوهای آمریکایی، روسیه و فرانسه استفاده می‌کند که لئونید برژنف، یوری گاگارین، لیندون جانسون، جان اف کندی، نیکیتا خروشچف، سرگئی کورولف، الکسی کوسیگین، الکسی لئونوف، سام ریبورن و بسیاری از چهره‌های هم عصر دیگر را در بر می‌گیرد. تأکید ویژه ای بر طراح اصلی لونوخودها، الکساندر کموردژیان است.

## جوایز
- جایزه آرشیو جشنواره بین‌المللی فیلم تولون (فرانسه) (جایزه ژاک هانری بلیک)
- انتخاب رسمی MEDIMED (اسپانیا).
- جایزه طلایی اینترمدیا گلوب جشنواره WORLDMEDIA (آلمان): بهترین فیلم (دسته سیاسی)